# Сенгирбаев, Мусабек
Мусабе́к Сенгирба́ев (10 марта 1917, Алматинская область — 16 ноября 1941, Дубосеково, Московская область) — стрелок 4-й роты 2-го батальона 1075-го стрелкового полка 316-й стрелковой дивизии 16-й армии Западного фронта, красноармеец, Герой Советского Союза.

## Биография
Родился 10 марта 1917 года в ауле Кзыл-Арык (ныне — Коксуский район, Жетысуская область, Казахстан) в крестьянской семье. Казах.
Образование неполное среднее. До призыва в Красную Армию в 1941 году работал в колхозе трактористом.Отец и мать, братья сестры где? 
16 ноября 1941 года у разъезда Дубосеково Волоколамского района Московской области Мусабек Сенгирбаев в составе группы истребителей танков участвовал в отражении многочисленных атак противника. Было уничтожено 18 вражеских танков. Это сражение вошло в историю, как подвиг 28 героев-панфиловцев. В этом бою Мусабек Сенгирбаев погиб.
Указом Президиума Верховного Совета СССР «О присвоении звания Героя Советского Союза начальствующему и рядовому составу Красной Армии» от 21 июля 1942 года за «образцовое выполнение боевых заданий командования на фронте борьбы с немецкими захватчиками и проявленные при этом отвагу и геройство» удостоен посмертно звания Героя Советского Союза.

Мемориал «Героям-панфиловцам»

Похоронен в братской могиле у деревни Нелидово Волоколамского района Московской области.

## Награды
- Медаль «Золотая Звезда» Героя Советского Союза (21.07.1942)[5];
- орден Ленина (21.07.1942).

## Память
- В городе Алматы, родном для панфиловцев, есть парк имени 28 гвардейцев-панфиловцев, в котором расположен монумент в их честь.
- Также в Бостандыкском районе Алматы фамилию героя носит улица.
- В Нур-Султане в честь 50-летия Победы был открыт памятник генералу Панфилову и установлено 28 именных памятных стел в честь панфиловцев.
- В 1966 году в Москве в честь панфиловцев была названа улица в районе Северное Тушино, где установлен монумент.
- В их честь в 1975 году также был сооружен мемориал в Дубосеково.
- В деревне Нелидово (1,5 км от разъезда Дубосеково), установлен памятник и открыт Музей героев-панфиловцев.
- В городе Алма-Ата, родном для панфиловцев, есть парк имени 28 гвардейцев-панфиловцев, в котором расположен монумент в их честь.
- Упоминание о 28 «самых храбрых сынах» Москвы вошло также в песню «Дорогая моя столица», ныне являющуюся гимном Москвы.
- В Алматинской области, Коксуском районе в селе Жарлыозек названа школа им. Мусабека Сенгирбаева.
- В фильме «Двадцать восемь панфиловцев» 2016 года роль Мусабека Сенгирбаева исполнил Азамат Нигманов.
- В 2014 году на областном уровне был отмечен 100-летний юбилей.
- В 2014 году выпущена юбилейная медаль «Кенес одағының батыры» Мұсабек Сенгірбаев 100 жыл.
- В 2014 году была издана книга «Мұзбалақ Мұсабек»[6].
- В 2016 году был установлен памятник-бюст в музее в Военно-технической школы Министерства обороны РК (Алматинская область г. Талдыкорган)[7].